# دریاچه هیرم
دریاچه زرین نام یکی از دریاچه‌های استان فارس می‌باشد. دریاچه زرین کوره  با ۵۰ کیلومتر مربع مساحت و ۳ متر عمق در شمال شهر کوره  و در بخش بیدشهر از توابع شهرستان اوز واقع شده‌است و میزبان پرندگان مهاجرآبزی و کنار آبزی از کشورهای همسایه و سالانه نیز پذیرای به‌طور متوسط ۴ هزار پرنده است. آب این دریاچه شور است اما با این وجود در زیبایی در منطقه کم‌نظیر است.
این دریاچه حوزه آبریز وسیعی دارد که در بارندگی‌ها سیرابش می‌کند اما از خود چشمه‌های آبگرم هم دارد.